# Imelda Marcos
Pour les articles homonymes, voir Marcos.
Imelda Marcos, née Imelda Remedios Visitacion Trinidad Romuáldez le 2 juillet 1929 à Manille, est une femme politique philippine. Épouse de Ferdinand Marcos, dixième président des Philippines de 1965 à 1986, elle est surnommée « le papillon d'acier » ou « le papillon de fer »,. Après la chute du régime, elle est accusée avec son mari de détournement de milliards de dollars. Revenue en politique par la suite, elle est élue députée. Elle est la mère de Ferdinand Romualdez Marcos Jr., élu président en 2022.

## Biographie

### Famille
Son arrière-grand-père paternel, un métis hispano-philippin, dont la famille paternelle est originaire de Grenade, est orfèvre de profession. Il est arrivé avec Fray Salustiano Buz d'Acapulco pour fonder une mission catholique sur les îles aujourd'hui provinces de Samar et Leyte. Il passe pour avoir fondé la ville de Tolosa, dans l'actuelle province de Leyte. Il épouse Maria Crisostomo et a avec elle sept garçons et sept filles, dont la plus âgée est Trinidad Lopez ou Doña Tidad.
Trinidad Lopez et ses sœurs sont forcées de suivre leur père à Manille. Il est alors affecté par le clergé espagnol à l'église de Pandacan, connue pour les guérisons miraculeuses de tuberculose qui y auraient eu lieu. Elles sont éduquées par les nonnes des lieux. Malgré ses réticences initiales, Trinidad Lopez épouse Daniel Romualdez, un ancien malade de la tuberculose. Elle décide ensuite de quitter Manille pour Leyte, en dépit du souhait de son mari de ne pas déménager. Ils ont ensemble trois garçons : Noberto, Miguel et Vincente.

### Enfance et études
Vincente Orestes Romualdez est le père d'Imelda Romualdez. Il fait des études de musique et est administrateur de l'entreprise Romualdez Law Offices, fondée par son frère Norberto, juge et professeur au Saint Paul's College. Sa mère, Remedios Trinidad y Guzman, est une ancienne interne de l'asile de San Vincente de Paul (couvent de Looban) à Paco (Manille) et passe pour avoir été la fille illégitime d'un prêtre.
Elle passe son enfance à côté du palais de Malacañang, à Manille, alors que sa famille s'installe non loin de la cathédrale San Miguel (les jardins, en effet, communiquent). La mère d'Imelda Romualdez meurt en 1938 et la famille revient vivre à Leyte pour travailler dans une plantation. Elle obtient un bachelor en éducation au St. Paul's College de Tacloban.

### Mannequin et chanteuse
Imelda Romualdez devient reine de beauté à l'âge de dix-huit ans, en étant couronnée « Rose de Tacloban ». Elle devient plus tard « Miss Leyte », puis « Miss Philippines ».
Elle revient à Manille en 1950, encouragée par son cousin Daniel Z. Romuáldez (son père est un ancien maire de Manille). Elle travaille chez un disquaire, se produit comme chanteuse et enfin travaille à la banque centrale des Philippines. Elle prend des cours de chant au conservatoire de l'université de Santo Tomas. Elle fait alors la une de nombre de magazines manillais et se voit surnommée la « Muse de Manille » par le maire de la ville, Arsenio Lacson.

### Ascension sociale et mariage
Elle vit alors chez son cousin dans le quartier de Quezon City et est introduite dans les milieux politiques, notamment dans le parti Nacionalista, la maison de son cousin étant un des quartiers généraux du parti. Elle se lie avec un dénommé Paz et participe à des soirées données par Pedro Cojuangco (le frère aîné de la future onzième présidente des Philippines, Corazon Aquino).
En 1953, Imelda Romualdez rencontre le député Ferdinand Marcos. Encouragés par un de ses amis député, ils se lient d'amitié et tombent amoureux. Ils se marient en mai de la même année à la cathédrale San Miguel de Manille (dans la même église où fut célébrée la messe funèbre de sa mère, en 1938). Le président Ramon Magsaysay (membre du parti Nacionalista) est présent, tout comme au mariage de Corazon Aquino célébré la même année. Cette amitié lui permet de donner la réception de mariage dans les jardins de la résidence présidentielle du palais de Malacañang. Le couple a quatre enfants : Maria Imelda « Imee » Marcos, Ferdinand « Bongbong » Marcos Junior, Irène Marcos et Aimée Marcos, cette dernière étant adoptée.
Jusqu'en 1965, Imelda Marcos fait la une de nombreux magazines et voyage à travers le pays pour faire connaître son mari et lui trouver des soutiens politiques.

### Première dame des Philippines

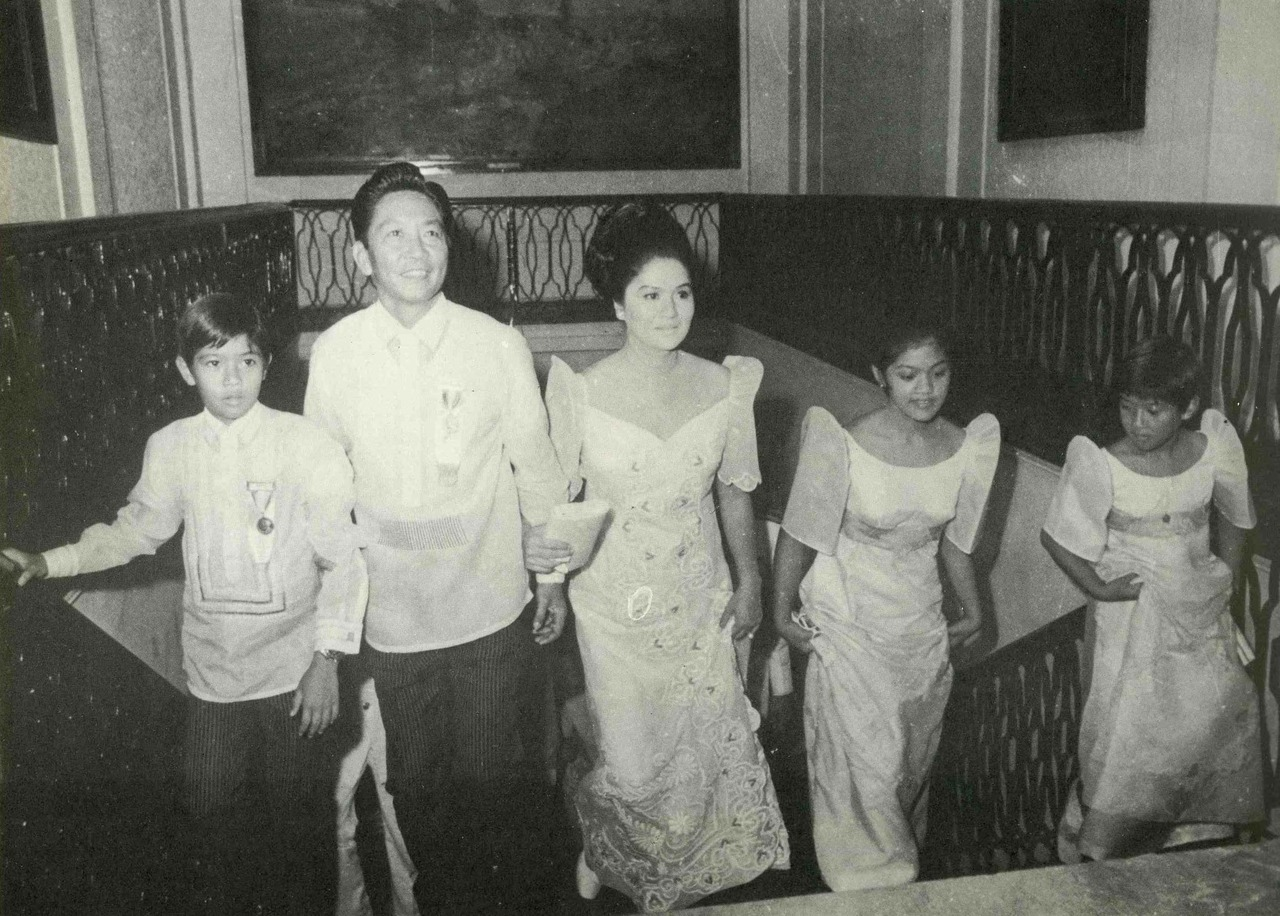
La famille Marcos en 1969. Imelda est au centre, entourée de son mari et de leurs enfants.

En décembre 1965, Ferdinand Marcos est élu et l'année suivante devient le dixième président des Philippines. En 1969, il est le premier président de la République à être réélu, néanmoins sous une grande suspicion de fraudes. Le 23 septembre 1972, il déclare la loi martiale pour préserver sa mainmise sur le pouvoir : il abroge alors la constitution de 1935 et établit un régime parlementaire dont les membres sont validés par le régime. Durant cette période, Imelda Marcos joue un rôle important au sein du gouvernement. Elle est ainsi nommée successivement à plusieurs postes importants : gouverneur de Manille, ministre de l'Habitat et ambassadrice plénipotentiaire et extraordinaire.
Cette dernière fonction l'amène à des visites diplomatiques en Chine, en Libye, à Cuba, en Yougoslavie, en Union soviétique et dans les pays satellites de cette dernière en Europe de l'Est. Elle est chargée de « déployer une image glamour des Philippines à l’époque du soutien inconditionnel de l’allié américain » explique Le Monde. Elle lance aussi des programmes sociaux comme la Révolution verte, afin de régler les problèmes agricoles du pays.

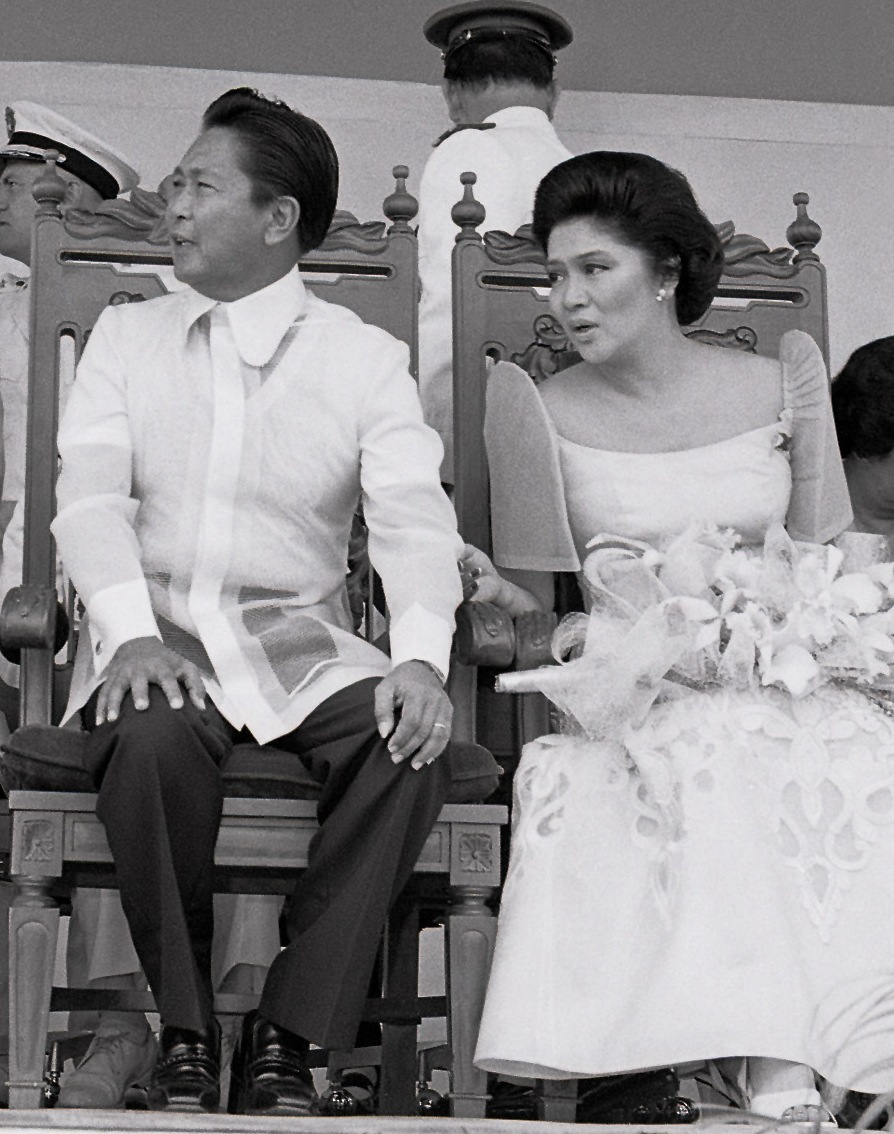
Ferdinand et Imelda Marcos à Clark Air Base en 1979.

Le train de vie d'Imelda Marcos est aussi fastueux que celui de son mari. En 1979, ils dépensent cinq millions de dollars lors d'une tournée de lèche-vitrine à New York, Rome et à Copenhague.[réf. nécessaire] En 1983, elle affrète un avion privé à destination de l'Australie afin d'aller chercher du sable blanc pour sa plage privée.[réf. nécessaire] Elle achète pendant les années 1980 un nombre important d'appartements à Manhattan, notamment dans le Crown building (51 millions de dollars) et le Herald centre (60 millions de dollars).[réf. nécessaire] Elle possède dans ces derniers 175 œuvres d'art, dont de Michel-Ange, Botticelli et Canaletto, qui furent saisies à la chute du régime.
Elle dirige plusieurs associations pseudo caritatives, à travers lesquelles elle détourne vers la Suisse des millions de dollars des caisses de l'État.
Elle organise des évènements publics coûtant plusieurs millions de dollars, notamment l'élection de Miss Univers 1974, qui nécessite la construction pendant trois mois du Théâtre des Arts populaires, qui compte 10 000 places. Des personnalités sont invitées aux soirées fastueuses qu'elle donne, par exemple l'actrice Gina Lollobrigida pour le réveillon de la Saint-Sylvestre 1976 sur un casino flottant. Elle orchestre aussi le « Kasaysayan ng Lahi », un extravagant festival mettant en scène l'histoire des Philippines. Elle est notamment critiquée pour les trois mille paires de chaussures qu'elle s'offre aux frais du régime et les constructions pharaoniques qu'elle lance à travers le pays, comme le Centre culturel des Philippines, des Instituts médicaux du cœur, des poumons et des reins, le centre de convention, le palace « Coconut » et le Centre cinématographique de Manille, un bâtiment construit en 1982 pour accueillir un éphémère festival de cinéma international. En 1985, les prêts contractés par le gouvernement atteignent 28 milliards de dollars, totalisant en un an plus de dépenses que pendant les vingt années précédentes.
Dans un documentaire de 2019, Imelda Marcos raconte au sujet de son couple : « Marcos me disait toujours : “Moi, je n’ai pas mon pareil pour gagner de l’argent. Et toi, pour le dépenser, en choisissant les plus belles choses ». Ferdinand Marcos considérait que son clan devait s'enrichir pour disposer de fonds en cas de révolution communiste, afin de financer son retour au pouvoir.

### Exil

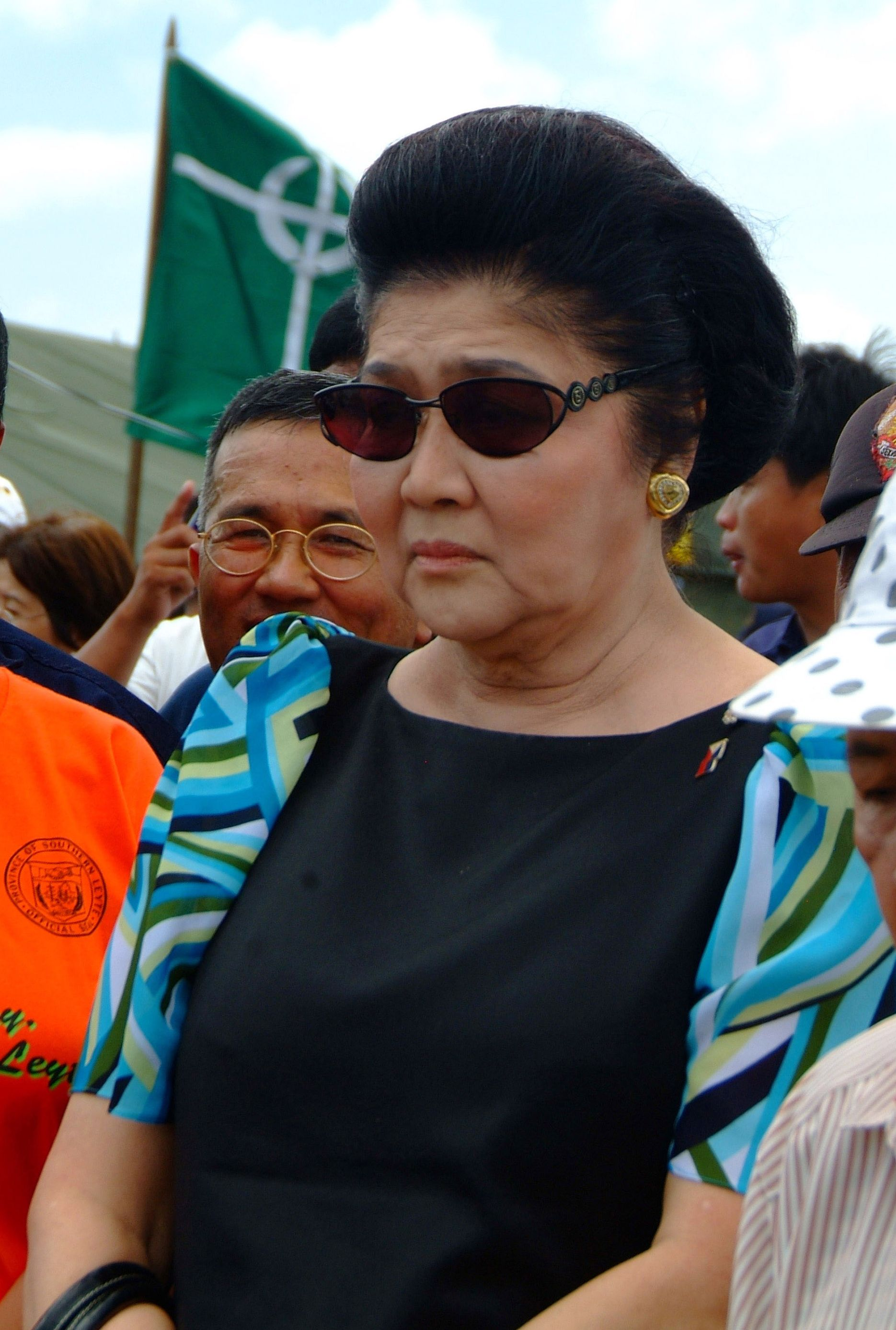
Imelda Marcos en 2006.

Le 25 février 1986, Ferdinand Marcos et sa famille s'envolent pour Hawaï (via Guam) après que le régime a été renversé par une révolution populaire. La nouvelle et onzième présidente des Philippines est Corazon Aquino, femme de l'opposant politique Benigno Aquino, assassiné en 1983. La présidente crée alors une commission présidentielle pour enquêter sur les richesses mal acquises du couple Marcos. Elle abolit le Parlement et le ministère de l'Habitat établis par l'ancien président Ferdinand Marcos et propose une nouvelle constitution, écrite à partir de celle édictée en 1935 et abrogée en 1972.
Dans la résidence présidentielle, le palais de Malacañang, sont trouvées les affaires d'Imelda Marcos, dont quinze manteaux en vison, 508 robes, 1 000 sacs à mains et 3 000 paires de chaussures. En février 2006, Imelda Marcos déclare que ces biens avaient été acquis légalement, grâce à la fortune personnelle que son mari avait accumulée avant son accession à la présidence. Néanmoins, aucun document officiel n'est venu jusqu'à ce jour étayer cette affirmation.[non neutre]
Ferdinand Marcos meurt en exil le 28 septembre 1989. Pour des raisons de sécurité nationale, la présidente refuse de laisser rapatrier ses cendres. Imelda Marcos déclare alors : « Il restera le meilleur président que nous ayons jamais eu ». En 1991, elle est autorisée à revenir aux Philippines. Elle est la première Première dame étrangère à passer devant une cour de justice américaine pour racket et fraudes. Elle est néanmoins acquittée. L'héritière américaine Doris Duke et l'acteur George Hamilton viennent témoigner en sa faveur.

### Retour aux Philippines
En 1992, Imelda Marcos est candidate à l'élection présidentielle qui voit élire Fidel Ramos et se classe cinquième en nombre de voix, obtenant 2 338 294 suffrages. Elle se présente également à celle de 1998 puis soutient ensuite le candidat à la vice-présidence Joseph Estrada. Elle termine 9e sur onze candidats.
En 2001 ouvre à Matarista le « Shoe Museum », qui met en avant la tradition manillaise de fabrication de chaussures. Il présente plusieurs centaines des 3 000 paires de chaussures ayant appartenu à Imelda Marcos, saisies en 1986 dans les caves du palais présidentiel qui avaient été transformées en penderie. L'ancienne Première dame participe à l'inauguration aux côtés de la présidente Gloria Macapagal-Arroyo.
Elle se présente en mai 2010 aux élections législatives philippines et est élue députée (2e circonscription d'Ilocos Norte) ; elle décide de se représenter en 2013, terminant son mandat en 2019.
Elle participe, en septembre 2010 au sommet des Objectifs du millénaire pour le développement (OMD), à l'ONU, en tant que présidente de la mise en application des OMD aux Philippines ; le sommet se déroulant à New York, Imelda Marcos obtient une autorisation spéciale pour quitter le territoire de son pays (auquel elle est assignée judiciairement) pendant une durée de 25 jours.
En 2018, elle est condamnée pour avoir détourné des millions de dollars à l'époque où elle était ministre et gouverneure. Elle est depuis en liberté conditionnelle, ayant fait appel.
En 2022, son fils Ferdinand « Bongbong » Marcos Junior est élu président. À l'occasion de la cérémonie d'investiture (en) de ce dernier, elle se lève exceptionnellement de son fauteuil roulant pour prononcer un discours durant lequel elle déclare : « J’ai deux présidents ».

## Documentaire
- Lauren Greenfield, Imelda Marcos, dans l’ombre du pouvoir (en anglais : The Kingmaker (en)), 2019.